# Kemiri (Sumpiuh)
Kemiri is een bestuurslaag in het regentschap Banyumas van de provincie Midden-Java, Indonesië. Kemiri telt 4287 inwoners (volkstelling 2010).